# János Hajdú
János I. Hajdú (Budapest, 10 settembre 1904 – Budapest, 12 luglio 1981) è stato uno schermidore ungherese, vincitore di una medaglia d'argento e tre di bronzo ai Campionati Internazionali di scherma.